# Oelitsa Gogolja

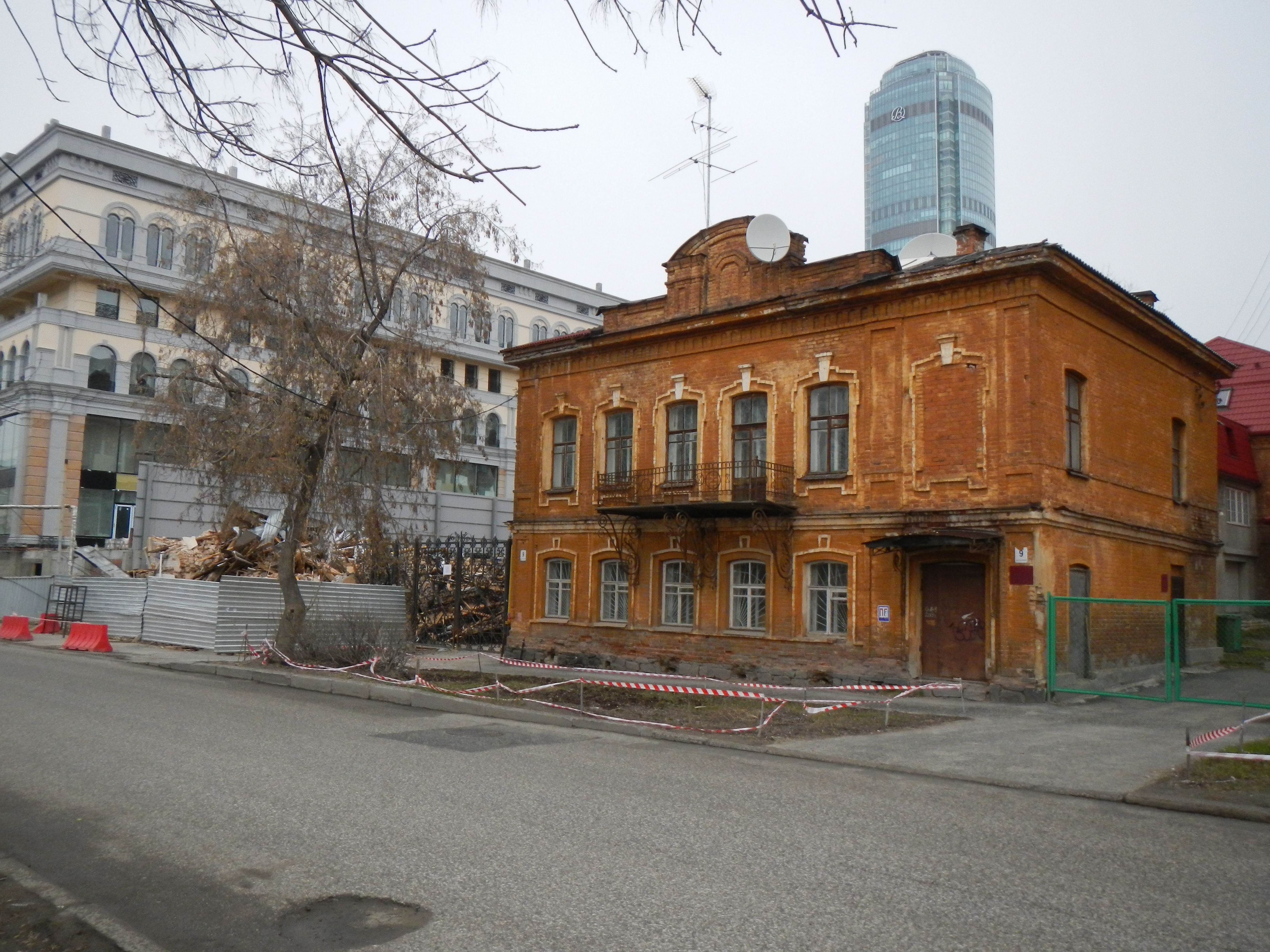
Oelitsa Gogolja

Oelitsa Gogolja (Russisch: Улица Гоголя) is een van de hoofdstraten in de Russische stad Jekaterinenburg. De straat start bij de Oelitsa Poesjkina in het noorden en eindigt bij de Oelitsa Koejbysjeva in het zuiden. De straat is vernoemd naar de Russische schrijver Nikolaj Gogol.
Aan de straat liggen de volgende consulaten:
- Tsjechië, nr. 15
- Verenigde Staten, nr. 15;
- Verenigd Koninkrijk nr. 15A;